# Ophiomyxa bengalensis
Ophiomyxa bengalensis is een slangster uit de familie Ophiomyxidae.
De wetenschappelijke naam van de soort werd in 1897 gepubliceerd door René Koehler.